# Вон (река)
Вон (фр. Vonne) је река у Француској. Дуга је 73 km. Улива се у Клен. 